# Grand Prix Belgie 1955
Grand Prix Belgie 1955 (oficiálně XVII GROTE PRIJS VAN BELGIE) se jela na okruhu Circuit de Spa-Francorchamps v Stavelotu v Belgii dne 5. června 1955. Závod byl čtvrtým v pořadí v sezóně 1955 šampionátu Formule 1.

## Kvalifikace
| Poř. | No. | Jezdec              | Konstruktér | Čas    | Ztráta |
| ---- | --- | ------------------- | ----------- | ------ | ------ |
| 1    | 30  | Eugenio Castellotti | Ferrari     | 4:18.1 | —      |
| 2    | 10  | Juan Manuel Fangio  | Mercedes    | 4:18.6 | +0.5   |
| 3    | 14  | Stirling Moss       | Mercedes    | 4:19.2 | +1.1   |
| 4    | 2   | Nino Farina         | Ferrari     | 4:20.9 | +2.8   |
| 5    | 24  | Jean Behra          | Maserati    | 4:23.6 | +5.5   |
| 6    | 12  | Karl Kling          | Mercedes    | 4:24.0 | +5.9   |
| 7    | 22  | Luigi Musso         | Maserati    | 4:26.4 | +8.3   |
| 8    | 6   | Paul Frère          | Ferrari     | 4:29.7 | +11.6  |
| 9    | 4   | Harry Schell        | Vanwall     | 4:31.0 | +12.9  |
| 10   | 40  | Mike Hawthorn       | Ferrari     | 4:33.0 | +14.9  |
| 11   | 4   | Maurice Trintignant | Ferrari     | 4:33.2 | +15.1  |
| 12   | 26  | Cesare Perdisa      | Maserati    | 4:50.9 | +32.8  |
| 13   | 28  | Louis Rosier        | Maserati    | 4:55.4 | +37.3  |
| 14   | 24  | Roberto Mieres      | Maserati    | 5:09.0 | +50.9  |
| 24   | 48  | Piero Taruffi       | Mercedes    | —      | —      |
| 25   | 38  | Johnny Claes        | Ferrari     | —      | —      |

## Závod
| Poř.   | No. | Jezdec                    | Konstruktér | Počet kol | Čas/Odstoupení | Pořadí na startu | Body |
| ------ | --- | ------------------------- | ----------- | --------- | -------------- | ---------------- | ---- |
| 1      | 10  | Juan Manuel Fangio        | Mercedes    | 36        | 2:39:29.0      | 2                | 9    |
| 2      | 14  | Stirling Moss             | Mercedes    | 36        | +8.1           | 3                | 6    |
| 3      | 2   | Nino Farina               | Ferrari     | 36        | +1:40.5        | 4                | 4    |
| 4      | 6   | Paul Frère                | Ferrari     | 36        | +3:25.5        | 8                | 3    |
| 5      | 24  | Roberto Mieres Jean Behra | Maserati    | 35        | +1 kolo        | 13               | 1    |
| 6      | 4   | Maurice Trintignant       | Ferrari     | 35        | +1 kolo        | 10               |      |
| 7      | 22  | Luigi Musso               | Maserati    | 34        | +2 kola        | 7                |      |
| 8      | 26  | Cesare Perdisa            | Maserati    | 33        | +3 kola        | 11               |      |
| 9      | 28  | Louis Rosier              | Maserati    | 33        | +3 kola        | 12               |      |
| Ret    | 12  | Karl Kling                | Mercedes    | 21        | Únik oleje     | 6                |      |
| Ret    | 30  | Eugenio Castellotti       | Lancia      | 16        | Převodovka     | 1                |      |
| Ret    | 40  | Mike Hawthorn             | Vanwall     | 8         | Převodovka     | 9                |      |
| Ret    | 20  | Jean Behra                | Maserati    | 3         | Motor          | 5                |      |
| DNS    | 38  | Johnny Claes              | Maserati    |           | Motor          |                  |      |
| DNS    | 48  | Piero Taruffi             | Ferrari     |           |                |                  |      |
| DNS    | 4   | Harry Schell              | Ferrari     |           |                |                  |      |
| Zdroj: |     |                           |             |           |                |                  |      |

Poznámky
1. ↑  Juan Manuel Fangio získal jeden bod za zajetí nejrychlejšího kola.

## Průběžné pořadí po závodě
Pohár jezdců
|        | Pořadí | Jezdec              | Body   |
| ------ | ------ | ------------------- | ------ |
| 1      | 1      | Juan Manuel Fangio  | 19     |
| 1      | 2      | Maurice Trintignant | 11 1⁄3 |
| 1      | 3      | Nino Farina         | 10 1⁄3 |
| 1      | 4      | Bob Sweikert        | 8      |
| 11     | 5      | Stirling Moss       | 7      |
| Zdroj: |        |                     |        |